# Сайлос Хортон Стрінхейм
Сайлос Хортон Стрінхем (англ. Silas Horton Stringham), 07 листопада  1798;— 07 лютого 1876;— офіцер військово-морського флоту США, що брав участь у війні 1812, 2-й війні з варварами, Мексикано-Американською війні та Громадянській війні в США.

## Початок службової кар'єри
Народився у Міддлтауні, Нью-Йорк, і поступив на службу до військово-морського флоту США у віці 11 років (15 листопада 1809р). 19 червня 1810 року він був підвищений до звання мічмана і служив під командою капітана Джона Роджерса на фрегаті «Президент». На цьому судні він брав участь у бою з британським шлюпом «Літтл Белт» (16 травня 1811) та фрегатом «Белвідера» (23 червня 1812). 9 грудня 1814 року став 1-м лейтенантом  і став служити на бригу «Спарк». В 1816 році провів рятувальну операцію  для того, щоб врятувати французьких моряків із судна, що перевернулось у Гібралтарі. Він зумів врятувати п’ятьох французів, але не міг повернутися на своє судно і, тому відправився до алжирського узбережжя, де його човен розбило об скали і загинуло двоє французів та один його матрос. 
В 1819  служив на судні «Саян»  у африканського узбережжя, брав участь у захопленні рабовласницьких кораблів, став приз-майстром, що відповідав за доставку чотирьох таких трофейних суден до Америки.  В 1821 переведений на бриг «Хорнет» і служив у складі Західно-Індійської ескадри.  В період з 1825 по 1829 рік служив на суші на різноманітних адміністративних посадах в Бруклінській військово-морській верфі. Потім служив на судні «Пікок» та шлюпі «Фалмунт». 

## Служба на високих посадах
3 березня 1831 року підвищений до коммандера і займав посади на суші. В 1836 в як командир судна «Джон Адамс» служив у складі Середземноморської ескадри. В 1841 році підвищений до капітана і служив на «Індепенденсі». В 1843 повернувся до адміністративної служби. В 1845 став комендантом Бруклінської військово-морської верфі. В 1846 прийняв під команду лінійний корабель «Огайо», з яким взяв участь у Мексикано-Американській війні. Після прийняв командування над Бразильською ескадрою. В 1851 перейшов на службу до Госпортських військово-морських верфей. В 1852 став командуючим Середземноморською ескадрою  і в 1859 році повернувся на адміністративну роботу до Госпорту. 

## Громадянська війна та доля після неї
На початку Громадянської війни став флаг-офіцером та командуючим Атлантичною Блокадною ескадрою. У серпні 1861 разом з генералом Бенджаміном Батлером брав участь у захопленні фортів у мису Хаттерас. Флот провів операцію без жодних втрат, однак сам командуючий потрапив під бурю критики за те, що його кораблі не діяли в прибережних мілинах. Врешті Стрінхем покинув службу за власним бажанням і як компенсацію йому було присвоєно звання контр-адмірала у відставці від 1 серпня 1862 року. Не дивлячись на те, що він покинув службу,  залишився комендантом Бостонської військово-морської верфі до 1866 року. Помер 7 лютого 1876, у віці 76 років.